# Toccolus javanensis
Toccolus javanensis is een hooiwagen uit de familie Epedanidae.